# Psicologia
Psicologia é o estudo científico da mente e do comportamento. Seu tópico inclui o comportamento de humanos e não humanos, fenômenos conscientes e inconscientes, e processos mentais, como pensamentos, sentimentos e motivos. A psicologia é uma disciplina acadêmica de imenso escopo, cruzando as fronteiras entre as ciências naturais e sociais. Os psicólogos biológicos buscam uma compreensão das propriedades emergentes dos cérebros, ligando a disciplina à neurociência. Como cientistas sociais, os psicólogos visam entender o comportamento de indivíduos e grupos.
Um profissional ou pesquisador envolvido na disciplina é chamado de psicólogo. Alguns psicólogos também podem ser classificados como cientistas comportamentais ou cognitivos. Alguns psicólogos exercem o papel das funções mentais no comportamento individual e social. Outros exploram os processos fisiológicos e neurobiológicos subjacentes às funções e comportamentos cognitivos.
Os psicólogos estão envolvidos em pesquisas sobre percepção, cognição, atenção, emoção, inteligência, experiências subjetivas, motivação, funcionamento do cérebro e personalidade. Os interesses dos psicólogos se estendem às relações interpessoais, resiliência psicológica, resiliência familiar e outras áreas da psicologia social. Eles também consideram a mente inconsciente. Algumas abordagens psicológicas, como a cognitiva-comportamental, empregam métodos empíricos para inferir relações causais e correlacionais entre variáveis psicossociais. Outras, como a junguiana, utilizam da interpretação simbólica.
Embora o conhecimento psicológico seja frequentemente aplicado à avaliação e tratamento de problemas de saúde mental, ele também é direcionado para a compreensão e resolução de problemas em várias esferas da atividade humana. Segundo muitos relatos, a psicologia visa, em última análise, beneficiar a sociedade. Muitos psicólogos estão envolvidos em algum tipo de papel terapêutico, praticando psicoterapia em ambientes clínicos, de aconselhamento ou escolares. Outros psicólogos realizam pesquisas científicas sobre uma ampla gama de tópicos relacionados a processos mentais e comportamento. Normalmente, o último grupo de psicólogos trabalha em ambientes acadêmicos (por exemplo, universidades, escolas de medicina ou hospitais). Outro grupo de psicólogos é empregado em ambientes industriais e organizacionais. Outros ainda estão envolvidos em trabalhos sobre desenvolvimento humano, envelhecimento, esportes, saúde, ciência forense, educação e mídia.

## Etimologia e definições
A palavra psicologia significa literalmente, "estudo da alma" (ψυχή, psyché, "alma" — λογία, logia, "tratado", "estudo"). A palavra psicologia foi usada pela primeira vez no Renascimento. Em sua forma em latim psychiologia, foi empregada pela primeira vez pelo humanista e latinista croata Marko Marulić em seu livro Psichiologia de ratione animae humanae (Psychology, on the Nature of the Human Soul) na década de 1510-1520. A primeira referência conhecida à palavra psicologia em inglês foi escrito por Steven Blankaart em 1694 no The Physical Dictionary. O dicionário refere-se à "Anatomia, que trata do Corpo, e à Psicologia, que trata da Alma".
Ψ (psi), a primeira letra da palavra grega psique da qual o termo psicologia é derivado, é comumente associada ao campo da psicologia.
Em 1890, William James definiu a psicologia como "a ciência da vida mental, tanto de seus fenômenos quanto de suas condições". Essa definição foi amplamente difundida por décadas. No entanto, esse significado foi contestado, notadamente por behavioristas radicais como John B. Watson, que em 1913 afirmou que a disciplina é uma ciência natural, cujo objetivo teórico "é a previsão e o controle do comportamento". Como James definiu "psicologia", o termo implica mais fortemente a experimentação científica. A psicologia do senso comum é a compreensão dos estados mentais e comportamentos das pessoas mantidos por pessoas comuns, em contraste com a compreensão dos profissionais de psicologia.

## História
As antigas civilizações do Egito, Grécia, China, Índia e Pérsia se dedicaram ao estudo filosófico da psicologia. No Egito Antigo, o Papiro Ebers mencionou depressão e distúrbios do pensamento. Os historiadores observam que os filósofos gregos, incluindo Tales, Platão e Aristóteles (especialmente em seu tratado De Anima), abordaram o funcionamento da mente. Já no século IV a.C, o médico grego Hipócrates teorizou que os transtornos mentais tinham causas físicas e não sobrenaturais. Em 387 a.C, Platão sugeriu que o cérebro é onde os processos mentais ocorrem e, em 335 a.C, Aristóteles sugeriu que era o coração.
Na China, a compreensão da psicologia cresceu a partir das obras filosóficas de Lao Zi e Confúcio e, mais tarde, das doutrinas do budismo. A filosofia chinesa enfatizava a purificação da mente para aumentar a virtude e o poder. Um texto antigo conhecido como Princípios de Medicina Interna do Imperador Amarelo identifica o cérebro como o nexo de sabedoria e sensação, inclui teorias da personalidade baseadas no equilíbrio yin-yang e analisa o transtorno mental em termos de desequilíbrios fisiológicos e sociais. A bolsa de estudos chinesa que se concentrou no cérebro avançou durante a dinastia Qing com o trabalho de Fang Yizhi (1611-1671), Liu Zhi (1660-1730) e Wang Qingren (1768-1831). Wang Qingren enfatizou a importância do cérebro como centro do sistema nervoso, relacionou o transtorno mental com doenças cerebrais, investigou as causas dos sonhos e da insônia e avançou uma teoria da lateralização hemisférica na função cerebral.
Influenciada pelo hinduísmo, a filosofia indiana explorou distinções nos tipos de consciência. Uma ideia central dos Upanixades, e outros textos védicos que formaram as bases do hinduísmo era a distinção entre o eu mundano transitório de uma pessoa e sua alma eterna e imutável. Doutrinas hindus divergentes e o budismo desafiaram essa hierarquia de eus, mas todos enfatizaram a importância de alcançar uma consciência mais elevada. O Ioga engloba uma gama de técnicas usadas na busca desse objetivo. A teosofia, uma religião estabelecida pela filósofa russo-americana Helena Blavatsky, inspirou-se nessas doutrinas durante seu tempo na Índia britânica.
A psicologia era de interesse para os pensadores iluministas na Europa. Na Alemanha, Gottfried Leibniz (1646-1716) aplicou seus princípios de cálculo à mente, argumentando que a atividade mental ocorria em um continuum indivisível. Ele sugeriu que a diferença entre consciência consciente e inconsciente é apenas uma questão de grau. Christian Wolff identificou a psicologia como sua própria ciência, escrevendo Psychologia Empirica em 1732 e Psychologia Rationalis em 1734. Immanuel Kant avançou a ideia da antropologia como disciplina, sendo a psicologia uma subdivisão importante. Kant, no entanto, rejeitou explicitamente a ideia de uma psicologia experimental, escrevendo que:
| “ | a doutrina empírica da alma também nunca pode se aproximar da química, mesmo como uma arte sistemática de análise ou doutrina experimental, pois nela a variedade da observação interior pode ser separada apenas pela mera divisão no pensamento, e não pode então ser mantida separada e recombinada à vontade (mas menos ainda outro sujeito pensante se permite ser experimentado para se adequar nosso propósito), e mesmo a observação por si só já muda e desloca o estado do objeto observado. | ” |
|   | — Immanuel Kant, Crítica da Razão Pura. |   |

Em 1783, Ferdinand Ueberwasser (1752-1812) designou-se Professor de Psicologia Empírica e Lógica e deu palestras sobre psicologia científica, embora esses avanços tenham sido logo ofuscados pelas guerras napoleônicas. No final da era napoleônica, as autoridades prussianas descontinuaram a Antiga Universidade de Münster. Tendo consultado os filósofos Hegel e Herbart, no entanto, em 1825 o estado prussiano estabeleceu a psicologia como uma disciplina obrigatória em seu sistema educacional em rápida expansão e altamente influente. No entanto, essa disciplina ainda não abraçou a experimentação. Na Inglaterra, a psicologia primitiva envolvia frenologia e a resposta a problemas sociais, incluindo alcoolismo, violência e os asilos "lunáticos" lotados do país.

### Início da psicologia experimental

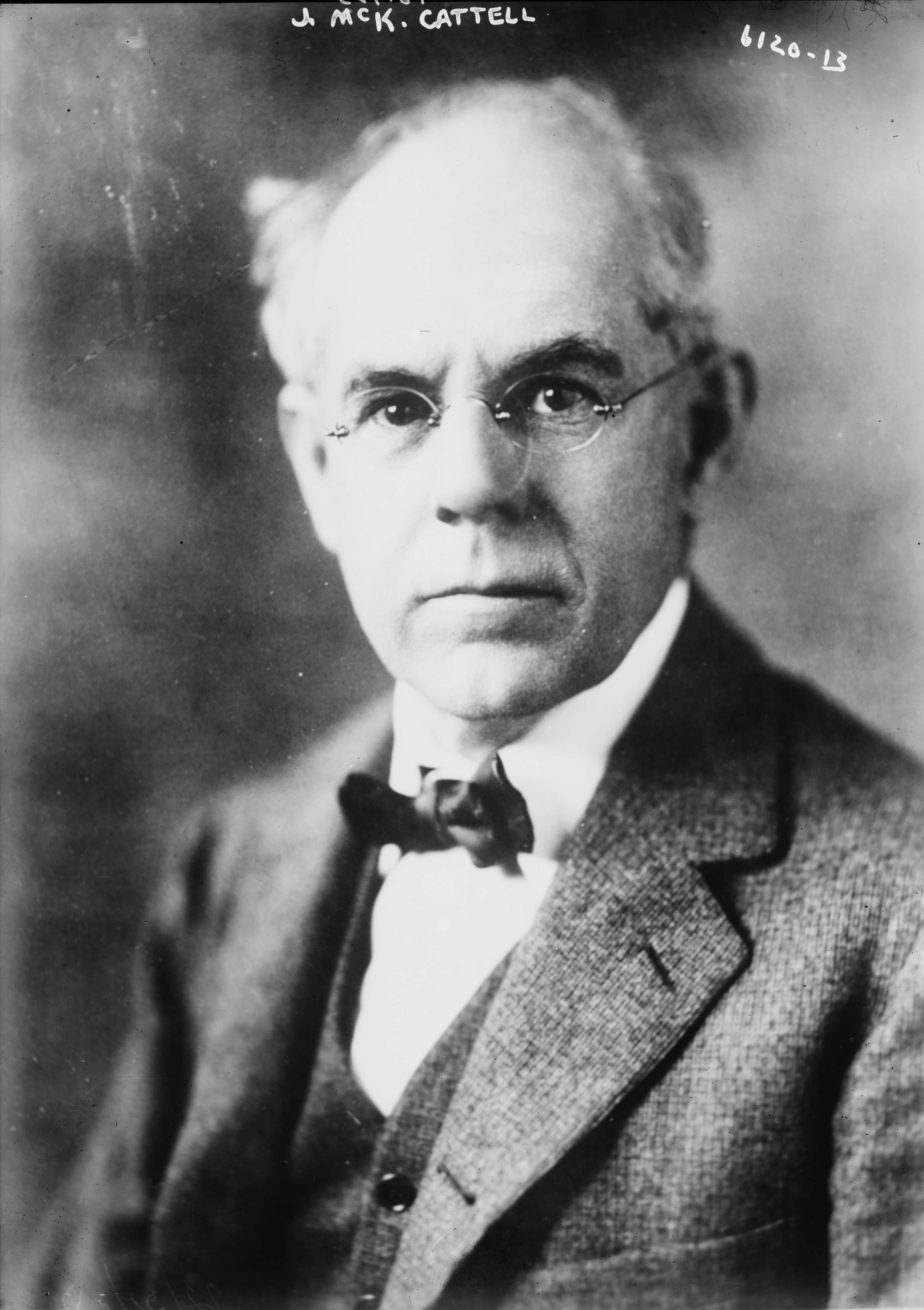
James McKeen Cattell, o primeiro psicólogo dos Estados Unidos

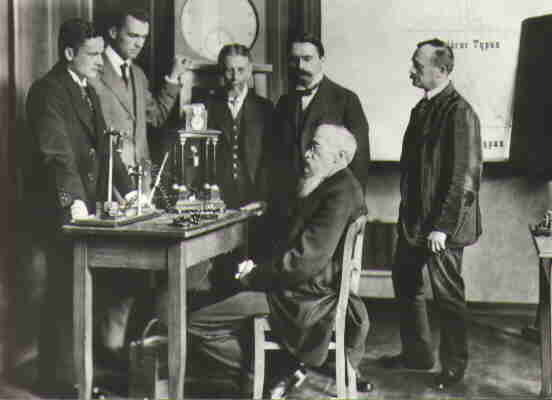
Wilhelm Wundt (sentado), um psicólogo alemão, com colegas em seu laboratório psicológico, o primeiro de seu tipo, c. 1880

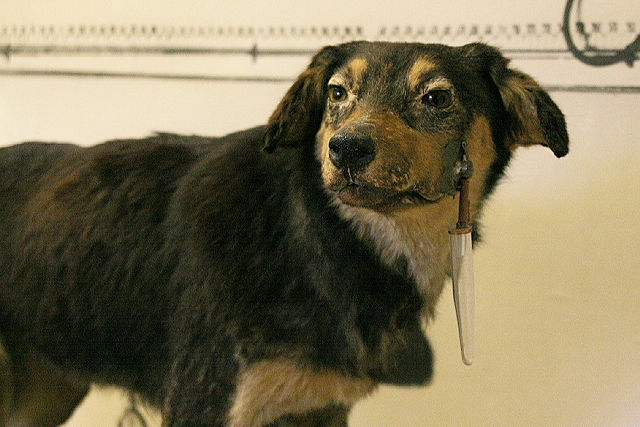
Um dos cães usados no experimento do psicólogo russo Ivan Pavlov com uma cânula implantada cirurgicamente para medir a saliva, preservada no Museu Pavlov em Ryazan, Rússia

O filósofo John Stuart Mill acreditava que a mente humana estava aberta à investigação científica, mesmo que a ciência seja de certa forma inexata. Mill propôs uma "química mental" na qual pensamentos elementares poderiam se combinar em ideias de maior complexidade. Gustav Fechner começou a realizar pesquisas psicofísicas em Leipzig na década de 1830. Ele articulou o princípio de que a percepção humana de um estímulo varia logaritmicamente de acordo com sua intensidade.:61 O princípio ficou conhecido como lei de Weber-Fechner. O Elementos de Psicofísica de Fechner de 1860 desafiaram a visão negativa de Kant em relação à realização de pesquisas quantitativas sobre a mente. A conquista de Fechner foi mostrar que "os processos mentais não só podiam receber magnitudes numéricas, mas também que estas podiam ser medidas por métodos experimentais". Em Heidelberg, Hermann von Helmholtz conduziu pesquisas paralelas sobre percepção sensorial e treinou o fisiologista Wilhelm Wundt. Wundt, por sua vez, veio para a Universidade de Leipzig, onde estabeleceu o laboratório psicológico que trouxe a psicologia experimental para o mundo. Wundt se concentrou em dividir os processos mentais nos componentes mais básicos, motivado em parte por uma analogia com os recentes avanços da química e sua investigação bem-sucedida dos elementos e da estrutura dos materiais. Paul Flechsig e Emil Kraepelin logo criaram outro laboratório influente em Leipzig, um laboratório relacionado à psicologia, que se concentrava mais na psiquiatria experimental.
James McKeen Cattell, professor de psicologia da Universidade da Pensilvânia e da Universidade Columbia e cofundador da Psychological Review, foi o primeiro professor de psicologia nos Estados Unidos.
O psicólogo alemão Hermann Ebbinghaus, pesquisador da Universidade de Berlim, foi um colaborador do século 19 para o campo. Ele foi pioneiro no estudo experimental da memória e desenvolveu modelos quantitativos de aprendizagem e esquecimento. No início do século 20, Wolfgang Köhler, Max Wertheimer e Kurt Koffka co-fundaram a escola de psicologia da Gestalt de Fritz Perls. A abordagem da psicologia da Gestalt é baseada na ideia de que os indivíduos experimentam as coisas como totalidades unificadas. Em vez de reduzir pensamentos e comportamentos em elementos componentes menores, como no estruturalismo, os gestaltistas sustentavam que toda a experiência é importante e difere da soma de suas partes.
Psicólogos na Alemanha, Dinamarca, Áustria, Inglaterra e Estados Unidos logo seguiram Wundt na criação de laboratórios. G. Stanley Hall, um americano que estudou com Wundt, fundou um laboratório de psicologia que se tornou internacionalmente influente. O laboratório estava localizado na Universidade Johns Hopkins. Hall, por sua vez, treinou Yujiro Motora, que trouxe a psicologia experimental, com ênfase na psicofísica, para a Universidade Imperial de Tóquio. O assistente de Wundt, Hugo Münsterberg, ensinou psicologia em Harvard para estudantes como Narendra Nath Sen Gupta — que, em 1905, fundou um departamento e laboratório de psicologia na Universidade de Calcutá. Os alunos de Wundt, Walter Dill Scott, Lightner Witmer e James McKeen Cattell, trabalharam no desenvolvimento de testes de capacidade mental. Cattell, que também estudou com o eugenista Francis Galton, fundou a Psychological Corporation. Witmer se concentrou no teste mental de crianças; Scott, sobre a seleção de funcionários.:60
Outro aluno de Wundt, o inglês Edward Titchener, criou o programa de psicologia na Universidade Cornell e avançou a psicologia "estruturalista". A ideia por trás do estruturalismo era analisar e classificar diferentes aspectos da mente, principalmente por meio do método de introspecção. William James, John Dewey e Harvey Carr avançaram a ideia de funcionalismo, uma abordagem expansiva da psicologia que sublinhou a ideia darwiniana da utilidade de um comportamento para o indivíduo. Em 1890, James escreveu um livro influente, Os Princípios da Psicologia, que expandiu o estruturalismo. Ele descreveu o "fluxo de consciência". As ideias de James interessaram a muitos estudantes americanos na disciplina emergente.:178–182 Dewey integrou a psicologia às preocupações da sociedade, principalmente promovendo a educação progressista, inculcando valores morais nas crianças e colocando os imigrantes em pauta.:196–200
Uma cepa diferente de experimentalismo, com maior conexão com a fisiologia, surgiu na América do Sul, sob a liderança de Horacio G. Piñero, da Universidade de Buenos Aires. Na Rússia, também, os pesquisadores colocaram maior ênfase na base biológica da psicologia, começando com o ensaio de Ivan Sechenov de 1873, "Quem deve desenvolver a psicologia e como?" Sechenov avançou a ideia de reflexos cerebrais e promoveu agressivamente uma visão determinista do comportamento humano. O fisiologista russo-soviético Ivan Pavlov descobriu em cães um processo de aprendizagem que mais tarde foi denominado "condicionamento clássico" e aplicou o processo aos seres humanos.

### Consolidação e financiamento
Uma das primeiras sociedades de psicologia foi La Société de Psychologie Physiologique na França, que durou de 1885 a 1893. A primeira reunião do Congresso Internacional de Psicologia, patrocinado pela União Internacional de Ciências Psicológicas, ocorreu em Paris, em agosto de 1889, em meio à Feira Mundial que celebrava o centenário da Revolução Francesa. William James foi um dos três americanos entre os 400 participantes. A Associação Americana de Psicologia (APA) foi fundada logo depois, em 1892. O Congresso Internacional continuou a ser realizado em diferentes locais da Europa e com ampla participação internacional. O Sexto Congresso, realizado em Genebra em 1909, incluiu apresentações em russo, chinês e japonês, bem como em esperanto. Após um hiato para a Primeira Guerra Mundial, o Sétimo Congresso se reuniu em Oxford, com uma participação substancialmente maior dos anglo-americanos vitoriosos da guerra. Em 1929, o Congresso aconteceu na Universidade de Yale em New Haven, Connecticut, com a presença de centenas de membros da APA. A Universidade Imperial de Tóquio liderou o caminho para trazer uma nova psicologia para o Oriente. Novas ideias sobre psicologia se difundiram do Japão para a China.
A psicologia americana ganhou status com a entrada dos EUA na Primeira Guerra Mundial. Um comitê permanente chefiado por Robert Yerkes administrou testes mentais ("Exército Alfa" e "Exército Beta") a quase 1,8 milhão de soldados. Posteriormente, a família Rockefeller, por meio do Conselho de Pesquisa em Ciências Sociais, começou a fornecer financiamento para pesquisas comportamentais. As instituições de caridade Rockefeller financiaram o Comitê Nacional de Higiene Mental, que disseminou o conceito de doença mental e fez lobby para aplicar ideias da psicologia à criação dos filhos. Por meio do Bureau of Social Hygiene e posteriormente do financiamento de Alfred Kinsey, as fundações Rockefeller ajudaram a estabelecer pesquisas sobre sexualidade nos EUA. Sob a influência do Eugenics Record Office financiado pela Carnegie e financiado pelo Pioneer Fund da Draper e de outras instituições, o movimento eugênico também influenciou a psicologia americana. Nas décadas de 1910 e 1920, a eugenia se tornou um tópico padrão nas aulas de psicologia.:88–110 Em contraste com os EUA, no Reino Unido, a psicologia foi recebida com antagonismo pelos estabelecimentos científicos e médicos e, até 1939, havia apenas seis cadeiras de psicologia nas universidades da Inglaterra.
Durante a Segunda Guerra Mundial e a Guerra Fria, as agências militares e de inteligência dos EUA se estabeleceram como os principais financiadores da psicologia por meio das forças armadas e na nova agência de inteligência do Escritório de Serviços Estratégicos. O psicólogo da Universidade de Michigan, Dorwin Cartwright, relatou que os pesquisadores da universidade começaram a pesquisa de propaganda em larga escala em 1939-1941. Ele observou que "nos últimos meses da guerra, um psicólogo social se tornou o principal responsável por determinar a política de propaganda semana a semana para o governo dos Estados Unidos". Cartwright também escreveu que os psicólogos tinham papéis significativos na gestão da economia doméstica. O Exército dos Estados Unidos lançou seu novo Teste de Classificação Geral para avaliar a capacidade de milhões de soldados. O Exército também se envolveu em pesquisas psicológicas em larga escala sobre o moral e a saúde mental das tropas. Na década de 1950, a Fundação Rockefeller e a Fundação Ford colaboraram com a Agência Central de Inteligência (CIA) para financiar pesquisas sobre guerra psicológica. Em 1965, a controvérsia pública chamou a atenção para o Projeto Camelot do Exército, o "Projeto Manhattan" das ciências sociais, um esforço que recrutou psicólogos e antropólogos para analisar os planos e políticas de países estrangeiros para fins estratégicos.
Na Alemanha, após a Primeira Guerra Mundial, a psicologia detinha o poder institucional por meio dos militares, que foi posteriormente expandido junto com o resto dos militares durante a Alemanha nazista. Sob a direção do primo de Hermann Göring, Matthias Göring, o Instituto Psicanalítico de Berlim foi renomeado para Instituto Göring. Os psicanalistas freudianos foram expulsos e perseguidos sob as políticas antijudaicas do Partido Nazista, e todos os psicólogos tiveram que se distanciar de Freud e Adler, fundadores da psicanálise que também eram judeus.:75–77 O Instituto Göring foi baqstante financiado durante a guerra com o mandato de criar uma "Nova Psicoterapia Alemã". Essa psicoterapia visava alinhar os alemães adequados com os objetivos gerais do Reich. Conforme descrito por um médico, "Apesar da importância da análise, a orientação espiritual e a cooperação ativa do paciente representam a melhor maneira de superar os problemas mentais individuais e subordiná-los às exigências do Volk e da Gemeinschaft". Os psicólogos deveriam fornecer Seelenführung [lit., orientação da alma] e a liderança da mente, para integrar as pessoas na nova visão de uma comunidade alemã.:93 Harald Schultz-Hencke fundiu a psicologia com a teoria nazista da biologia e das origens raciais, criticando a psicanálise como um estudo dos fracos e deformados.:86–87 Johannes H. Schultz, um psicólogo alemão reconhecido por desenvolver a técnica de treinamento autógeno, defendeu proeminentemente a esterilização e a eutanásia de homens considerados geneticamente indesejáveis e desenvolveu técnicas para facilitar esse processo.
Após a guerra, novas instituições foram criadas, embora alguns psicólogos, por causa de sua afiliação nazista, tenham sido desacreditados. Alexander Mitscherlich fundou uma proeminente revista de psicanálise aplicada chamada Psyche. Com financiamento da Fundação Rockefeller, Mitscherlich estabeleceu a primeira divisão de medicina psicossomática clínica na Universidade de Heidelberg. Em 1970, a psicologia foi integrada aos estudos obrigatórios dos estudantes de medicina.:351–375
Após a Revolução Russa, os bolcheviques promoveram a psicologia como uma forma de projetar o "Novo Homem" do socialismo. Consequentemente, os departamentos de psicologia da universidade treinaram um grande número de alunos em psicologia. Após a conclusão do treinamento, foram disponibilizadas vagas para esses alunos em escolas, locais de trabalho, instituições culturais e nas forças armadas. O Estado russo enfatizou a paidologia e o estudo do desenvolvimento infantil. Lev Vygotsky tornou-se proeminente no campo do desenvolvimento infantil. Os bolcheviques também promoveram o amor livre e abraçaram a doutrina da psicanálise como um antídoto para a repressão sexual.:84–86 Embora a pedologia e os testes de inteligência tenham caído em desuso em 1936, a psicologia manteve sua posição privilegiada como instrumento da União Soviética. Os expurgos stalinistas cobraram um alto preço e incutiram um clima de medo na profissão, como em outras partes da sociedade soviética.:22 Após a Segunda Guerra Mundial, psicólogos judeus do passado e do presente, incluindo Lev Vygotsky, A.R. Luria e Aron Zalkind, foram denunciados; Ivan Pavlov (postumamente) e o próprio Stalin foram celebrados como heróis da psicologia soviética.:25–26, 48–49 Os acadêmicos soviéticos experimentaram um certo grau de liberalização durante o degelo de Kruschev. Os tópicos da cibernética, linguística e genética tornaram-se aceitáveis novamente. O novo campo da psicologia da engenharia surgiu. O campo envolveu o estudo dos aspectos mentais de trabalhos complexos (como piloto e cosmonauta). Os estudos interdisciplinares tornaram-se populares e estudiosos como Georgy Shchedrovitsky desenvolveram abordagens de teoria dos sistemas para o comportamento humano.:27–33
A psicologia chinesa do século XX originalmente se inspirou na psicologia dos EUA, com traduções de autores americanos como William James, o estabelecimento de departamentos e periódicos universitários de psicologia e o estabelecimento de grupos, incluindo a Associação Chinesa de Testes Psicológicos (1930) e a Sociedade Chinesa de Psicologia (1937). Os psicólogos chineses foram encorajados a se concentrar na educação e no aprendizado de idiomas. Os psicólogos chineses foram atraídos pela ideia de que a educação permitiria a modernização. John Dewey, que lecionou para o público chinês entre 1919 e 1921, teve uma influência significativa na psicologia na China. O chanceler T'sai Yuan-p'ei apresentou-o na Universidade de Pequim como um pensador maior do que Confúcio. Kuo Zing-yang, que recebeu um PhD na Universidade da Califórnia, Berkeley, tornou-se presidente da Universidade de Zhejiang e popularizou o behaviorismo.:5-9 Depois que o Partido Comunista Chinês ganhou o controle do país, a União Soviética stalinista tornou-se a principal influência, com o marxismo-leninismo sendo a principal doutrina social e o condicionamento pavloviano como os meios aprovados de mudança de comportamento. Os psicólogos chineses elaboraram o modelo de Lenin de uma consciência "reflexiva", imaginando uma "consciência ativa" (pinyin: tzu-chueh neng-tung-li) capaz de transcender as condições materiais por meio do trabalho árduo e da luta ideológica. Eles desenvolveram um conceito de "reconhecimento" (pinyin: tzu-chueh neng-tung-li) que se referia à interface entre as percepções individuais e a visão de mundo socialmente aceita;a falha em corresponder à doutrina do partido era um “reconhecimento incorreto”.:9-17 A educação em psicologia foi centralizada na Academia Chinesa de Ciências, supervisionada pelo Conselho de Estado. Em 1951, a academia criou um Escritório de Pesquisa em Psicologia, que em 1956 se tornou o Instituto de Psicologia. Como a maioria dos psicólogos importantes foi educada nos Estados Unidos, a primeira preocupação da academia foi a reeducação desses psicólogos nas doutrinas soviéticas. A psicologia e a pedagogia infantil com o propósito de uma educação nacionalmente coesa continuaram sendo um objetivo central da disciplina.:18–24

### Mulheres na psicologia

#### 1900 - 1949
As mulheres no início dos anos 1900 começaram a fazer descobertas importantes no mundo da psicologia. Em 1923, Anna Freud, filha de Sigmund Freud, baseou-se no trabalho de seu pai usando diferentes mecanismos de defesa (negação, repressão e supressão) para psicanalisar crianças. Ela acreditava que, uma vez que uma criança atingisse o período de latência, a análise infantil poderia ser usada como um modo de terapia. Ela afirmou que é importante focar no ambiente da criança, apoiar seu desenvolvimento e prevenir a neurose. Ela acreditava que uma criança deveria ser reconhecida como uma pessoa com direito próprio e ter cada sessão atendendo às necessidades específicas da criança. Ela as encorajou a desenhar, mover-se livremente e se expressar de qualquer maneira. Isso ajudou a construir uma forte aliança terapêutica com pacientes infantis, o que permite que os psicólogos observem seu comportamento normal. Ela continuou sua pesquisa sobre o impacto das crianças após a separação familiar, crianças com origens socioeconomicamente desfavorecidas e todos os estágios do desenvolvimento infantil, desde a infância até a adolescência.
A periodicidade funcional, a crença de que as mulheres ficam deficientes mentais e físicas durante a menstruação, impactou os direitos das mulheres porque os empregadores eram menos propensos a contratá-las devido à crença de que seriam incapazes de trabalhar por 1 semana por mês. Leta Stetter Hollingworth queria provar que essa hipótese e a teoria de Edward L. Thorndike, de que as mulheres têm menos traços psicológicos e físicos do que os homens e eram simplesmente medíocres, estavam incorretas. Hollingworth trabalhou para provar que as diferenças não eram da superioridade genética masculina, mas da cultura. Ela também incluiu o conceito de comprometimento das mulheres durante a menstruação em sua pesquisa. Ela registrou performances de mulheres e homens em tarefas (cognitivas, perceptivas e motoras) por três meses. Nenhuma evidência foi encontrada de diminuição do desempenho devido ao ciclo menstrual de uma mulher. Ela também desafiou a crença de que a inteligência é herdada e as mulheres são intelectualmente inferiores aos homens. Ela afirmou que as mulheres não alcançam posições de poder devido às normas sociais e papéis que lhes são atribuídos. Como ela afirma em seu artigo, "Variability as related to sex differences in achievement: A Critique", o maior problema que as mulheres têm é a ordem social que foi construída devido à suposição de que as mulheres têm menos interesses e habilidades do que os homens. Para provar ainda mais seu ponto, ela completou outro experimento com bebês que não foram influenciados pelo ambiente das normas sociais, como o homem adulto tendo mais oportunidades do que as mulheres. Ela não encontrou diferença entre os bebês além do tamanho. Depois que esta pesquisa provou que a hipótese original estava errada, Hollingworth foi capaz de mostrar que não há diferença entre os traços fisiológicos e psicológicos de homens e mulheres, e as mulheres não são prejudicadas durante a menstruação.
A primeira metade dos anos 1900 foi repleta de novas teorias e foi um ponto de virada para o reconhecimento das mulheres no campo da psicologia. Além das contribuições feitas por Leta Stetter Hollingworth e Anna Freud, Mary Whiton Calkins inventou uma técnica de estudar a memória e desenvolveu a autopsicologia. Karen Horney desenvolveu o conceito de "inveja do útero" e necessidades neuróticas. A psicanalista Melanie Klein impactou a psicologia do desenvolvimento com sua pesquisa de ludoterapia. Essas grandes descobertas e contribuições foram feitas durante lutas contra o sexismo, a discriminação e pouco reconhecimento por seus trabalhos.

#### 1950 - 1999
As mulheres na segunda metade do século 20 continuaram a fazer pesquisas que tiveram impactos em grande escala no campo da psicologia. O trabalho de Mary Ainsworth centrou-se na teoria do apego. Com base no colega psicólogo John Bowlby, Ainsworth passou anos fazendo trabalho de campo para entender o desenvolvimento das relações mãe-bebê. Ao fazer esta pesquisa de campo, Ainsworth desenvolveu o Strange Situation Procedure, um procedimento de laboratório destinado a estudar o padrão de apego, separando e unindo uma criança com sua mãe várias vezes diferentes em diferentes circunstâncias. Esses estudos de campo também são onde ela desenvolveu sua teoria do apego e a ordem dos padrões de apego, que foi um marco para a psicologia do desenvolvimento. Por causa de seu trabalho, Ainsworth se tornou uma das psicólogas mais citadas de todos os tempos. Mamie Phipps Clark foi outra mulher na psicologia que mudou o campo com sua pesquisa. Ela foi uma das primeiras afro-americanas a receber um doutorado em psicologia pela Universidade Columbia, junto com seu marido, Kenneth Clark. Sua tese de mestrado, "O Desenvolvimento da Consciência em Crianças Negras em Idade Pré-Escolar", argumentou que a autoestima das crianças negras foi impactada negativamente pela discriminação racial. Ela e o marido conduziram pesquisas com base em sua tese ao longo da década de 1940. Esses testes, chamados de testes de bonecas, pediam às crianças pequenas que escolhessem entre bonecas idênticas cuja única diferença era a raça, e descobriram que a maioria das crianças preferia as bonecas brancas e atribuía características positivas a elas. Repetidos várias vezes, esses testes ajudaram a determinar os efeitos negativos da discriminação racial e da segregação na autoimagem e no desenvolvimento das crianças negras. Em 1954, esta pesquisa ajudaria a decidir a decisão histórica do caso Brown v. Board of Education, levando ao fim da segregação legal em todo o país. Clark passou a ser uma figura influente na psicologia, seu trabalho continuando a se concentrar na juventude minoritária.
À medida que o campo da psicologia se desenvolveu ao longo da segunda metade do século 20, as mulheres no campo defenderam que suas vozes fossem ouvidas e suas perspectivas valorizadas. O feminismo de segunda onda não perdeu a psicologia. A psicóloga e feminista, Naomi Weisstein, que era uma pesquisadora em psicologia e neurociência, em seu artigo, "Kirche, Kuche, Kinder as Scientific Law: Psychology Constructs the Female", criticou o campo da psicologia por centralizar os homens e usar demais a biologia para explicar as diferenças de gênero sem levar em conta os fatores sociais. Seu trabalho preparou o terreno para mais pesquisas a serem feitas em psicologia social, especialmente na construção social de gênero. Outras mulheres no campo também continuaram defendendo as mulheres na psicologia, criando a Association for Women in Psychology para criticar a forma como o campo tratava as mulheres. E. Kitsch Child, Phyllis Chesler e Dorothy Riddle foram alguns dos membros fundadores da organização em 1969.
A segunda metade do século 20 diversificou ainda mais o campo da psicologia, com mulheres negras alcançando novos marcos. Em 1962, Martha Bernal se tornou a primeira mulher latina a obter um PhD em psicologia. Em 1969, Marigold Linton, a primeira mulher nativa americana a obter um PhD em psicologia, fundou a National Indian Education Association. Ela também foi membro fundadora da Society for Advancement of Chicanos and Native Americans in Science. Em 1971, a Network of Indian Psychologists foi criada por Carolyn Attneave. Harriet McAdoo foi nomeada para a White House Conference on Families em 1979.

#### 2000 - Atualmente
A Dra. Kay Redfield Jamison, nomeada uma das "Melhores Médicas dos Estados Unidos" pela revista Time, é palestrante, psicóloga e escritora. Ela é conhecida por suas vastas contribuições modernas para o transtorno bipolar e seus livros Uma mente inquieta e Nothing Was the Same Tendo ela mesma transtorno bipolar, ela escreveu várias memórias sobre sua experiência com pensamentos suicidas, comportamentos maníacos, depressão e outros problemas que surgem por ser bipolar.
A Dra. Angela Neal-Barnett vê a psicologia através de uma lente negra e dedicou sua carreira a se concentrar no estudo da ansiedade das mulheres afro-americanas. Ela fundou a organização Rise Sally Rise, que ajuda mulheres negras a lidar com a ansiedade. Ela publicou seu trabalho Soothe Your Nerves: The Black Woman's Guide to Understanding and Overcoming Anxiety, Panic and Fear em 2003.
Em 2002, a Dra. Teresa LaFromboise, ex-presidente da Society of Indian Psychologists recebeu o Prêmio de Contribuição Distinta de Carreira para Pesquisa da APA da Sociedade para o Estudo Psicológico da Cultura, Etnia e Raça por sua pesquisa sobre prevenção do suicídio. Ela foi a primeira pessoa a liderar uma intervenção para crianças e adolescentes nativos americanos que utilizou a prevenção do suicídio baseada em evidências. Ela passou sua carreira dedicada a ajudar jovens de minorias raciais e étnicas a lidar com ajustes e pressões culturais.
A Dra. Shari Miles-Cohen, psicóloga e ativista política, aplicou uma lente negra, feminista e de classe a todos os seus estudos psicológicos. Ajudando questões progressistas e feministas, ela foi diretora executiva de muitas ONGs. Em 2007, ela se tornou Diretora Sênior do Escritório de Programas para Mulheres da Associação Americana de Psicologia. Portanto, ela foi uma das criadoras da "Linha do Tempo das Mulheres na Psicologia" da APA, que apresenta as realizações de mulheres negras na psicologia. Ela é bem conhecida por co-editar Eliminating Inequities for Women with Disabilities: An Agenda for Health and Wellness, seu artigo publicado no Women's Reproductive Health Journal sobre a luta de mulheres negras com a gravidez e o pós-parto (publicado em 2018) e co-autora do "APA Handbook of the Psychology of Women".

### No Brasil
É relevante afirmar que desde o período Colonial no Brasil, já havia preocupações com o fenômeno psicológico, contudo não podemos afirmar que se tratava propriamente de psicologia. O homem sendo parte fundante e personagem principal do desenvolvimento das ideias, cria e elabora ideias psicológicas, dentre tantas outras. É possível entender que também no Brasil, a psicologia vai se desenvolvendo como ideias e posteriormente como ciência.
A pesquisa de Massimi evidencia que os conhecimentos psicológicos foram sendo elaborados ao longo do tempo em várias culturas e que este objeto de estudo se denomina História das ideias psicológicas. Numa análise sobre o período colonial brasileiro, esta autora pontua que temas relevantes no que diz respeito a conhecimentos e práticas psicológicas foram produzidos. É conveniente evidenciar também que durante o século XIX, principalmente no final deste, a psicologia esteve presente em várias partes do Brasil, vinculadas a outras áreas de conhecimento. Havia uma preocupação com os fenômenos psicológicos no interior da medicina e da educação. Para Antunes, este processo vai aos poucos contribuindo com o reconhecimento da psicologia como área específica de saber.
Destaca-se em 1854 como primeira obra sobre a área o livro Investigações de Psychologia do médico baiano Eduardo Ferreira França, que foi influenciado pela filosofia de Maine de Biran, e as teses Psicofisiologia acerca do Homem, de Francisco Tavares da Cunha, e Relação da Medicina com as Ciências Filosóficas: Legitimidade da Psicologia, por Ernesto Carneiro Ribeiro. A psicologia experimental foi iniciada no Brasil no final do século XIX, quando em 1897 Medeiros e Albuquerque criou no Pedagogium um laboratório de psicologia pedagógica, que teve curta duração, e outros posteriormente foram estabelecidos por Maurício de Medeiros e Manuel Bomfim. Em 1914, Ugo Pizzoli funda o Laboratório de Psicologia em São Paulo, e em 1929 em Belo Horizonte é criado o Laboratório de Psicologia destinado a estudos Pedagógicos, dirigido por muitos anos por Helena Antipoff. Em 1900, foi defendida por Henrique Roxo a primeira tese de psicologia experimental, Duração dos atos psíquicos elementares nos alienados. A primeira obra sobre a história da psicologia no Brasil foi A Psicologia Experimental no Brasil, de Plínio Olinto.
O polonês Waclaw Radecki é considerado por Rogério Centofanti aquele que mais influenciou o desenvolvimento inicial da psicologia no Brasil, promovendo intensamente a atividade como área separada, publicando diversas obras no Brasil, como Resumo do Curso de Psychologia, Tratado de Psicologia e Tratado de Psicoterapia, divulgando suas pesquisas e aplicações em um laboratório de acordo com os estudos psicológicos contemporâneos de sua época e lecionando-a em cursos a profissionais. Ele veio ao Brasil em 1923 com sua esposa, Halina Radecka, que também contribuiu na teoria e prática, tendo publicado o livro Psicologia Social em 1960. e passou a administrar o laboratório do que era a Colônia de Psicopatas em Engenho de Dentro, no Rio de Janeiro, fundado por Gustavo Riedel, e que se tornou o "Instituto de Psicologia" em 1932. Radecki estabeleceu um programa de formação superior profissional em psicologia que duraria quatro anos, mas o Instituto foi encerrado no mesmo ano durante o governo Vargas e não pôde desempenhar suas atividades. Radecki mudou-se para o Uruguai e Argentina, enquanto o setor do Instituto foi continuado por médicos brasileiros que eram seus discípulos.
Uma portaria de 1946 reconhece o diploma de psicólogo, mas é em 1962 pela Lei nº 4.119 que o curso de formação profissional em psicologia é oficializado no MEC. Em 20 de dezembro de 1971 foi promulgada a Lei nº 5.766 que cria os Conselhos Federal e Regionais de Psicologia e regulamenta a profissão de psicólogo, e no mesmo ano foi realizado o I Encontro Nacional das Sociedades de Psicologia.

## Organizações disciplinares

### Instituições
Em 1920, Édouard Claparède e Pierre Bovet criaram uma nova organização de psicologia aplicada chamada Congresso Internacional de Psicotécnica Aplicada à Orientação Vocacional, mais tarde chamada de Congresso Internacional de Psicotécnica e depois Associação Internacional de Psicologia Aplicada (IAAP). A IAAP é considerada a mais antiga associação internacional de psicologia. Hoje, pelo menos 65 grupos internacionais lidam com aspectos especializados da psicologia. Em resposta à predominância masculina no campo, as psicólogas nos EUA formaram o National Council of Women Psychologists em 1941. Esta organização tornou-se o International Council of Women Psychologists após a Segunda Guerra Mundial e o International Council of Psychologists em 1959. Várias associações, incluindo a Association of Black Psychologists e a Asian American Psychological Association, surgiram para promover a inclusão de grupos raciais não europeus na profissão.
A União Internacional de Ciências Psicológicas (IUPsyS) é a federação mundial de sociedades nacionais de psicologia. A IUPsyS foi fundada em 1951 sob os auspícios da Organização das Nações Unidas para a Educação, a Cultura e a Ciência (UNESCO). Desde então, os departamentos de psicologia proliferaram em todo o mundo, com base principalmente no modelo euro-americano. Desde 1966, a União publica o International Journal of Psychology. A IAAP e a IUPsyS concordaram em 1976 em realizar um congresso a cada quatro anos, de forma escalonada.
A IUPsyS reconhece 66 associações nacionais de psicologia e existem pelo menos outras 15. A Associação Americana de Psicologia é a maior e mais antiga. Seu número de membros aumentou de 5.000 em 1945 para 100.000 nos dias atuais. A APA inclui 54 divisões, que desde 1960 têm proliferado constantemente para incluir mais especialidades. Algumas dessas divisões, como a Sociedade para o Estudo Psicológico de Questões Sociais e a Sociedade Americana de Psicologia-Direito, começaram como grupos autônomos.
A Sociedade Interamericana de Psicologia, fundada em 1951, tem um objetivo de promover a psicologia em todo o Hemisfério Ocidental. Realiza o Congresso Interamericano de Psicologia e tinha 1.000 membros no ano 2000. A Federação Europeia de Associações Profissionais de Psicologia, fundada em 1981, representa 30 associações nacionais com um total de 100.000 membros individuais. Pelo menos 30 outras organizações internacionais representam psicólogos em diferentes regiões.
Em alguns lugares, os governos regulam legalmente quem pode fornecer serviços psicológicos ou se apresentar como "psicólogo". A APA define um psicólogo como alguém com doutorado em psicologia.

### Barreiras
Os primeiros praticantes da psicologia experimental se distinguiram da parapsicologia, que no final do século XIX gozava de popularidade (incluindo o interesse de estudiosos como William James). Algumas pessoas consideravam a parapsicologia parte da "psicologia". Parapsicologia, hipnotismo e psiquismo foram os principais tópicos nos primeiros Congressos Internacionais. Mas os estudantes dessas áreas acabaram sendo condenados ao ostracismo e mais ou menos banidos do Congresso em 1900-1905. A parapsicologia persistiu por um tempo na Universidade Imperial do Japão, com publicações como Clairvoyance and Thoughtography, de Tomokichi Fukurai, mas foi amplamente rejeitada em 1913.
Como disciplina, a psicologia há muito procura se defender das acusações de que é uma ciência "suave". A crítica de 1962 do filósofo da ciência Thomas Kuhn implicava que a psicologia em geral estava em um estado pré-paradigma, sem acordo sobre o tipo de teoria abrangente encontrada em ciências duras maduras, como química e física. Como algumas áreas da psicologia dependem de métodos de pesquisa, como autorrelatos em pesquisas e questionários, os críticos afirmaram que a psicologia não é uma ciência objetiva. Os céticos sugeriram que a personalidade, o pensamento e a emoção não podem ser medidos diretamente e muitas vezes são inferidos a partir de autorrelatos subjetivos, o que pode ser problemático. Psicólogos experimentais desenvolveram uma variedade de maneiras de medir indiretamente essas entidades fenomenológicas indescritíveis.
Ainda existem divisões dentro do campo, com alguns psicólogos mais orientados para as experiências únicas de humanos individuais, que não podem ser entendidas apenas como pontos de dados dentro de uma população maior. Críticos dentro e fora do campo argumentaram que a psicologia convencional se tornou cada vez mais dominada por um "culto ao empirismo", que limita o escopo da pesquisa porque os investigadores se restringem a métodos derivados das ciências físicas.:36-37 As críticas feministas argumentaram que as reivindicações de objetividade científica obscurecem os valores e a agenda de pesquisadores (historicamente) principalmente do sexo masculino. Jean Grimshaw, por exemplo, argumenta que a pesquisa psicológica convencional avançou uma agenda patriarcal por meio de seus esforços para controlar o comportamento.:120

## Principais escolas de pensamento

### Biológica

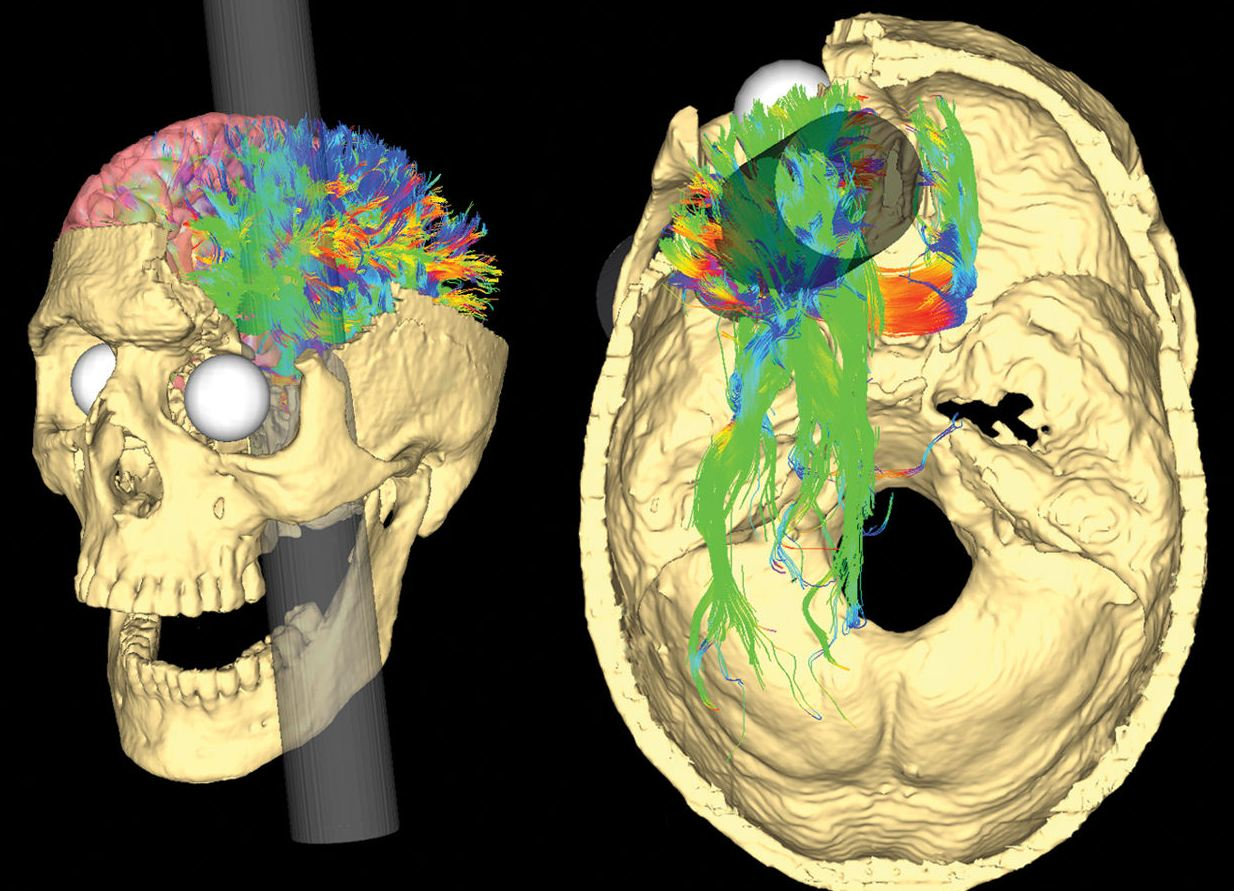
Representações em cores falsas das vias das fibras cerebrais afetadas, de acordo com Van Horn et al.

Os psicólogos geralmente consideram a biologia o substrato do pensamento e do sentimento e, portanto, uma importante área de estudo. A neurociência comportamental, também conhecida como psicobiologia, envolve a aplicação de princípios biológicos ao estudo dos mecanismos fisiológicos e genéticos subjacentes ao comportamento em humanos e outros animais. O campo aliado da psicologia comparada é o estudo científico do comportamento e dos processos mentais de animais não humanos. Uma questão importante na neurociência comportamental tem sido se e como as funções mentais estão localizadas no cérebro. De Phineas Gage a H.M. e Clive Wearing, pessoas individuais com déficits mentais rastreáveis a danos cerebrais físicos inspiraram novas descobertas nessa área. Pode-se dizer que a neurociência comportamental moderna se originou na década de 1870, quando na França Paul Broca rastreou a produção da fala até o giro frontal esquerdo, demonstrando também a lateralização hemisférica da função cerebral. Logo depois, Carl Wernicke identificou uma área relacionada necessária para a compreensão da fala.:20–22
O campo contemporâneo da neurociência comportamental se concentra na base física do comportamento. Os neurocientistas comportamentais usam modelos animais, muitas vezes contando com ratos, para estudar os mecanismos neurais, genéticos e celulares subjacentes aos comportamentos envolvidos no aprendizado, memória e respostas ao medo. Neurocientistas cognitivos, usando ferramentas de imagem neural, investigam os correlatos neurais de processos psicológicos em humanos. Os neuropsicólogos realizam avaliações psicológicas para determinar como o comportamento e a cognição de um indivíduo estão relacionados ao cérebro. O modelo biopsicossocial é um modelo holístico interdisciplinar que diz respeito às maneiras pelas quais as inter-relações de fatores biológicos, psicológicos e socioambientais afetam a saúde e o comportamento.
A psicologia evolucionista aborda o pensamento e o comportamento de uma perspectiva evolutiva moderna. Essa perspectiva sugere que as adaptações psicológicas evoluíram para resolver problemas recorrentes em ambientes ancestrais humanos. Os psicólogos evolucionistas tentam descobrir como os traços psicológicos humanos são adaptações evoluídas, os resultados da seleção natural ou seleção sexual ao longo da evolução humana.
A história dos fundamentos biológicos da psicologia inclui evidências de racismo. A ideia de supremacia branca e, de fato, o próprio conceito moderno de raça surgiu durante o processo de conquista do mundo pelos europeus.:3–33 A classificação quádrupla de humanos de Lineu classifica os europeus como inteligentes e severos, os americanos como contentes e livres, os asiáticos como ritualísticos e os africanos como preguiçosos e caprichosos. A raça também foi usada para justificar a construção de transtornos mentais socialmente específicos, como drapetomania e disestesia aethiopica — o comportamento de escravizados africanos não cooperativos.:113–134 Após a criação da psicologia experimental, a "psicologia étnica" surgiu como uma subdisciplina, baseada na suposição de que o estudo de raças primitivas forneceria um elo importante entre o comportamento animal e a psicologia de humanos mais evoluídos.:34–54

### Behaviorista

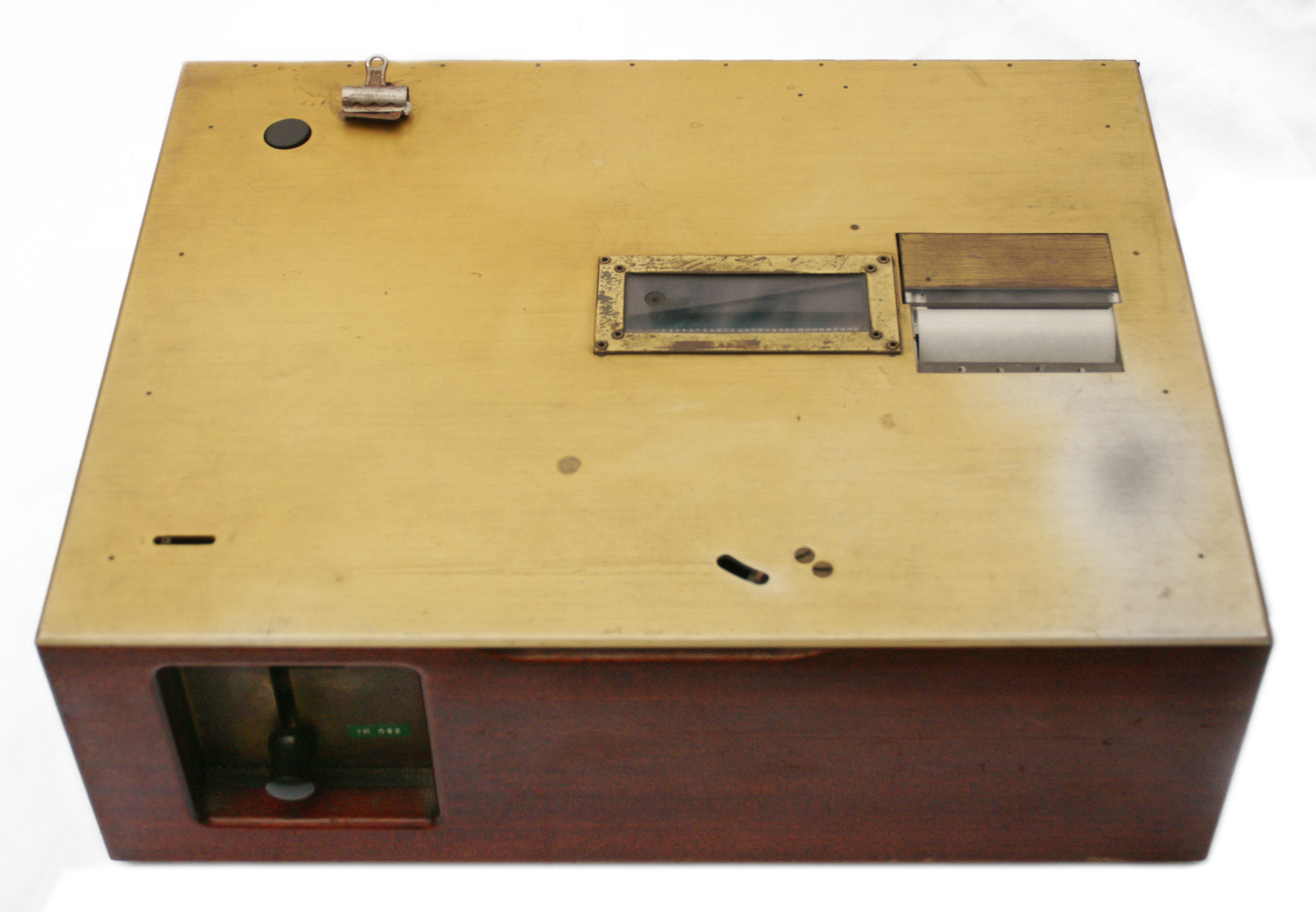
A máquina de ensinar de Skinner uma invenção mecânica para automatizar a tarefa de instrução programada

Um princípio da pesquisa comportamental é que uma grande parte do comportamento humano e animal inferior é aprendida. Um princípio associado à pesquisa comportamental é que os mecanismos envolvidos na aprendizagem se aplicam a humanos e animais não humanos. Pesquisadores comportamentais desenvolveram um tratamento conhecido como modificação de comportamento, que é usado para ajudar os indivíduos a substituir comportamentos indesejáveis por comportamentos desejáveis.
Os primeiros pesquisadores comportamentais estudaram pares estímulo-resposta, agora conhecidos como condicionamento clássico. Eles demonstraram que quando um estímulo biologicamente potente (por exemplo, alimento que provoca salivação) é emparelhado com um estímulo previamente neutro (por exemplo, um sino) ao longo de várias tentativas de aprendizado, o estímulo neutro por si só pode vir a provocar a resposta que o estímulo biologicamente potente provoca. Ivan Pavlov — mais conhecido por induzir cães a salivar na presença de um estímulo anteriormente ligado à comida - tornou-se uma figura importante na União Soviética e inspirou seguidores a usar seus métodos em humanos. Nos Estados Unidos, Edward Lee Thorndike iniciou estudos "conexionistas" prendendo animais em "caixas de quebra-cabeça" e recompensando-os por escapar. Thorndike escreveu em 1911: "Não pode haver garantia moral para estudar a natureza do homem, a menos que o estudo nos permita controlar seus atos".:212–215 De 1910 a 1913, a Associação Americana de Psicologia passou por uma mudança radical de opinião, afastando-se do mentalismo e em direção ao "behaviorismo". Em 1913, John B. Watson cunhou o termo behaviorismo para essa escola de pensamento.:218–227 O famoso experimento do Pequeno Albert de Watson em 1920 foi inicialmente pensado para demonstrar que o uso repetido de ruídos altos perturbadores poderia incutir fobias (aversões a outros estímulos) em um bebê humano, embora tal conclusão fosse provavelmente um exagero. Karl Lashley, um colaborador próximo de Watson, examinou as manifestações biológicas de aprendizagem no cérebro.
Clark L. Hull, Edwin Guthrie e outros fizeram muito para ajudar o behaviorismo a se tornar um paradigma amplamente utilizado. Um novo método de condicionamento "instrumental" ou "operante" acrescentou os conceitos de reforço e punição ao modelo de mudança de comportamento. Os behavioristas radicais evitavam discutir o funcionamento interno da mente, especialmente a mente inconsciente, que consideravam impossível de avaliar cientificamente. O condicionamento operante foi descrito pela primeira vez por Miller e Kanorski e popularizado nos EUA por B. F. Skinner, que emergiu como um dos principais intelectuais do movimento behaviorista.
Noam Chomsky publicou uma crítica influente ao behaviorismo radical com base no fato de que os princípios behavioristas não podiam explicar adequadamente o complexo processo mental do uso e da aquisição da linguagem. A publicação, que foi contundente, fez muito para reduzir o status do behaviorismo dentro da psicologia.:282-285 Martin Seligman e seus colegas descobriram que podiam condicionar em cães um estado de "desamparo aprendido", o que não foi previsto pela abordagem behaviorista da psicologia. Edward C. Tolman avançou com um modelo híbrido de "comportamento cognitivo", principalmente com sua publicação de 1948 discutindo os mapas cognitivos usados por ratos para adivinhar a localização da comida no final de um labirinto. O behaviorismo de Skinner não morreu, em parte porque gerou aplicações práticas bem-sucedidas.
A Associação Internacional de Análise do Comportamento foi fundada em 1974 e em 2003 tinha membros de 42 países. O campo ganhou uma posição na América Latina e no Japão. Análise do comportamento aplicada é o termo usado para a aplicação dos princípios do condicionamento operante para mudar o comportamento socialmente significativo (substitui o termo "modificação do comportamento").

### Cognitiva
Verde Vermelho Azul
Roxo Azul Roxo
Azul Roxo Vermelho
Verde Roxo Verde

Modelo de memória de trabalho de Baddeley

A ilusão de Müller-Lyer. Os psicólogos fazem inferências sobre os processos mentais a partir de fenômenos compartilhados, como ilusões de ótica.

O efeito Stroop é o fato de que nomear a cor do primeiro conjunto de palavras é mais fácil e rápido do que o segundo.
A psicologia cognitiva envolve o estudo dos processos mentais, incluindo percepção, atenção, compreensão e produção da linguagem, memória e resolução de problemas. Pesquisadores no campo da psicologia cognitiva às vezes são chamados de cognitivistas. Eles contam com um modelo de processamento de informações de funcionamento mental. A pesquisa cognitivista é orientada pelo funcionalismo e pela psicologia experimental.
A partir da década de 1950, as técnicas experimentais desenvolvidas por Wundt, James, Ebbinghaus e outros ressurgiram à medida que a psicologia experimental se tornou cada vez mais cognitivista e, eventualmente, constituiu uma parte da ciência cognitiva interdisciplinar mais ampla. Alguns chamaram esse desenvolvimento de revolução cognitiva porque rejeitou o dogma anti-mentalista do behaviorismo, bem como as restrições da psicanálise.
Albert Bandura ajudou na transição da psicologia do behaviorismo para a psicologia cognitiva. Bandura e outros teóricos da aprendizagem social avançaram a ideia de aprendizagem vicária. Em outras palavras, eles avançaram a visão de que uma criança pode aprender observando o ambiente social imediato e não necessariamente por ter sido reforçada por encenar um comportamento, embora não tenham descartado a influência do reforço na aprendizagem de um comportamento.
Os avanços tecnológicos também renovaram o interesse dos estudos sobre estados mentais e representações mentais. O neurocientista inglês Charles Sherrington e o psicólogo canadense Donald O. Hebb usaram métodos experimentais para vincular fenômenos psicológicos à estrutura e função do cérebro. A ascensão da ciência da computação, cibernética e inteligência artificial sublinhou o valor de comparar o processamento de informações em humanos e máquinas.
Um tópico popular e representativo nesta área é o viés cognitivo, ou pensamento irracional. Psicólogos (e economistas) classificaram e descreveram um catálogo considerável de preconceitos que se repetem com frequência no pensamento humano. A heurística de disponibilidade, por exemplo, é a tendência de superestimar a importância de algo que vem prontamente à mente.
Elementos do behaviorismo e da psicologia cognitiva foram sintetizados para formar a terapia cognitivo-comportamental, uma forma de psicoterapia modificada a partir de técnicas desenvolvidas pelo psicólogo americano Albert Ellis e pelo psiquiatra americano Aaron T. Beck.
Em um nível mais amplo, a ciência cognitiva é um empreendimento interdisciplinar envolvendo psicólogos cognitivos, neurocientistas cognitivos, linguistas e pesquisadores em inteligência artificial, interação humano-computador e neurociência computacional. A disciplina de ciência cognitiva abrange a psicologia cognitiva, bem como a filosofia da mente, ciência da computação e neurociência. Simulações de computador às vezes são usadas para modelar fenômenos de interesse.

### Social
A psicologia social se preocupa com a forma como comportamentos, pensamentos, sentimentos e o ambiente social influenciam as interações humanas. Os psicólogos sociais estudam tópicos como a influência de outras pessoas no comportamento de um indivíduo (por exemplo, conformidade, persuasão) e a formação de crenças, atitudes e estereótipos sobre outras pessoas. A cognição social funde elementos da psicologia social e cognitiva com o objetivo de entender como as pessoas processam, lembram ou distorcem informações sociais. O estudo da dinâmica de grupo envolve pesquisas sobre a natureza da liderança, comunicação organizacional e fenômenos relacionados. Nos últimos anos, os psicólogos sociais se interessaram por medidas implícitas, modelos de mediação e a interação de fatores pessoais e sociais na explicação do comportamento. Alguns conceitos que os sociólogos aplicaram ao estudo dos transtornos psiquiátricos, conceitos como papel social, papel do doente, classe social, eventos da vida, cultura, migração e instituição total, influenciaram os psicólogos sociais.

### Psicanalítica

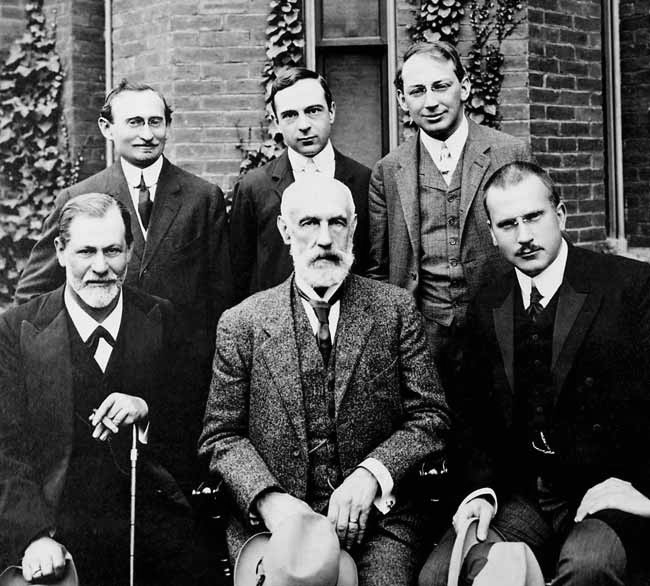
Parte da frente: Sigmund Freud, G. Stanley Hall, Carl Jung. Parte de trás: Abraham A. Brill, Ernest Jones, Sándor Ferenczi na Universidade Clark em 1909.

A psicanálise é uma coleção de teorias e técnicas terapêuticas destinadas a analisar a mente inconsciente e seu impacto na vida cotidiana. Essas teorias e técnicas informam os tratamentos para transtornos mentais. A psicanálise originou-se na década de 1890, mais proeminentemente com o trabalho de Sigmund Freud. A teoria psicanalítica de Freud foi amplamente baseada em métodos interpretativos, introspecção e observação clínica. Tornou-se muito conhecido, em grande parte porque abordava assuntos como sexualidade, recalque e inconsciente.:84-86 Freud foi pioneiro nos métodos de livre associação e interpretação de sonhos.
A teoria psicanalítica não é monolítica. Outros pensadores psicanalíticos conhecidos que divergiram de Freud incluem Alfred Adler, Carl Jung, Erik Erikson, Melanie Klein, D. W. Winnicott, Karen Horney, Erich Fromm, John Bowlby, a filha de Freud, Anna Freud, e Harry Stack Sullivan. Esses indivíduos garantiram que a psicanálise evoluísse para diversas escolas de pensamento. Entre essas escolas estão a psicologia do ego, as relações objetais e a psicanálise interpessoal, lacaniana e relacional.
Psicólogos como Hans Eysenck e filósofos, incluindo Karl Popper, criticaram duramente a psicanálise. Popper argumentou que a psicanálise não era falsificável (nenhuma afirmação feita poderia ser provada errada) e, portanto, inerentemente não uma disciplina científica, enquanto Eysenck avançou a visão de que os princípios psicanalíticos foram contraditos por dados experimentais. No final do século 20, os departamentos de psicologia das universidades americanas haviam marginalizado a teoria freudiana, descartando-a como um artefato histórico "desidratado e morto". Investigadores como António Damásio, Oliver Sacks e Joseph LeDoux; e indivíduos no campo emergente da neuropsicanálise defenderam algumas das idéias de Freud em bases científicas.

### Humanístico-existencial

O psicólogo Abraham Maslow, em 1943, postulou que os humanos têm uma hierarquia de necessidades, e faz sentido atender às necessidades básicas antes que as necessidades de ordem superior possam ser atendidas.

A psicologia humanista, que foi influenciada pelo existencialismo e pela fenomenologia, enfatiza o livre arbítrio e a autorrealização. Surgiu na década de 1950 como um movimento dentro da psicologia acadêmica, em reação ao behaviorismo e à psicanálise. A abordagem humanística procura ver a pessoa como um todo, não apenas partes fragmentadas da personalidade ou cognições isoladas. A psicologia humanística também se concentra no crescimento pessoal, na autoidentidade, na morte, na solidão e na liberdade. Ele enfatiza o significado subjetivo, a rejeição do determinismo e a preocupação com o crescimento positivo em vez da patologia. Alguns fundadores da escola de pensamento humanista foram os psicólogos americanos Abraham Maslow, que formulou uma hierarquia das necessidades humanas, e Carl Rogers, que criou e desenvolveu a terapia centrada na pessoa.
Mais tarde, a psicologia positiva abriu temas humanísticos para o estudo científico. A psicologia positiva é o estudo dos fatores que contribuem para a felicidade e o bem-estar humano, concentrando-se mais nas pessoas que atualmente são saudáveis. Em 2010, a Clinical Psychological Review publicou uma edição especial dedicada a intervenções psicológicas positivas, como o diário de gratidão e a expressão física de gratidão. No entanto, está longe de estar claro que a psicologia positiva seja eficaz para tornar as pessoas mais felizes. As intervenções psicológicas positivas têm sido limitadas em escopo, mas seus efeitos são considerados um pouco melhores do que os efeitos placebo.

A Associação Americana de Psicologia Humanística, formada em 1963, declarou: 
A psicologia humanística é principalmente uma orientação para toda a psicologia, e não para uma área ou escola distinta. Significa respeito pelo valor das pessoas, respeito pelas diferenças de abordagem, mente aberta quanto a métodos aceitáveis e interesse na exploração de novos aspectos do comportamento humano. Como uma "terceira força" na psicologia contemporânea, preocupa-se com tópicos que têm pouco lugar nas teorias e sistemas existentes: por exemplo, amor, criatividade, eu, crescimento, organismo, necessidade básica de gratificação, autorrealização, valores mais elevados, ser, devir, espontaneidade, jogo, humor, afeição, naturalidade, calor, transcendência do ego, objetividade, autonomia, responsabilidade, significado, fair-play, experiência transcendental, experiência de pico, coragem e conceitos relacionados.
A psicologia existencial enfatiza a necessidade de entender a orientação total de uma pessoa em relação ao mundo. A psicologia existencial se opõe ao reducionismo, behaviorismo e outros métodos que objetivam o indivíduo. Nas décadas de 1950 e 1960, influenciado pelos filósofos Søren Kierkegaard e Martin Heidegger, o psicólogo americano Rollo May, com formação psicanalítica, ajudou a desenvolver a psicologia existencial. A psicoterapia existencial, que decorre da psicologia existencial, é uma abordagem terapêutica que se baseia na ideia de que o conflito interno de uma pessoa surge do confronto desse indivíduo com os dados da existência. O psicanalista suíço Ludwig Binswanger e o psicólogo americano George Kelly também podem pertencer à escola existencial.:528–536 Os psicólogos existenciais tendem a diferir dos psicólogos mais "humanistas" na visão relativamente neutra da natureza humana e na avaliação relativamente positiva da ansiedade.:546–547 Os psicólogos existenciais enfatizaram os temas humanísticos da morte, livre arbítrio e significado, sugerindo que o significado pode ser moldado por mitos e narrativas; O significado pode ser aprofundado pela aceitação do livre-arbítrio, que é necessário para viver uma vida autêntica, embora muitas vezes com ansiedade em relação à morte.:523–532
O psiquiatra existencial austríaco e sobrevivente do Holocausto, Viktor Frankl, extraiu evidências do poder terapêutico do significado a partir de reflexões sobre sua própria internação. Ele criou uma variação da psicoterapia existencial chamada logoterapia, um tipo de análise existencialista que se concentra em uma vontade de significado (na vida de alguém), em oposição à doutrina nietzschiana de Adler de vontade de poder ou vontade de prazer de Freud.

## Críticas

### Ostatuscientífico
A psicologia é frequentemente criticada pelo seu caráter "confuso" ou "impalpável". O filósofo Thomas Kuhn afirmou em 1962 que a psicologia em geral estava em um estágio "pré-paradigmático" por lhe faltar uma teoria de base unanimemente aceita, como é o caso em outras ciências mais maduras como a física e a química.
Por grande parte da pesquisa psicológica ser baseada em entrevistas e questionários e seus resultados terem assim um caráter correlativo que não permite explicações causais, alguns críticos a acusam de não ser científica. Além disso muitos dos fenômenos estudados pela psicologia, como personalidade, pensamento e emoção, não podem ser medidos diretamente e devem ser estudados com o auxílio de relatórios subjetivos, o que pode ser problemático de um ponto de vista metodológico.
Erros e abusos de testes estatísticos foram apontados em trabalhos de psicólogos que não demonstravam ter um conhecimento aprofundado em psicologia experimental e em estatística. Muitos psicólogos confundem significância estatística (ou seja, uma probabilidade maior do que 95% de o resultado obtido não ser fruto do acaso, mas corresponder à realidade empírica) com importância prática. Inclusive a obtenção de resultados estatisticamente significantes e na prática "irrelevantes" é um fenômeno comum em estudos envolvendo grande número de pessoas. Em resposta, muitos pesquisadores começaram a mais frequentemente utilizar o "tamanho do efeito" estatístico como medida da relevância prática.
Muitas vezes os debates críticos ocorrem dentro da própria psicologia, por exemplo entre os psicólogos experimentais e os psicoterapeutas. Desde há alguns anos tem aumentado a discussão a respeito do funcionamento de determinadas técnicas psicoterapêuticas e da importância de tais técnicas serem avaliadas com métodos objetivos. Algumas técnicas psicoterapêuticas são acusadas de se basearem em teorias sem fundamento empírico. Por outro lado, muito tem sido investido nos últimos anos na avaliação das técnicas psicoterapêuticas e muitas pesquisas, apesar de também elas terem alguns problemas metodológicos, mostram que as psicoterapias das escolas psicológicas tradicionais, isto é, das escolas mencionadas mais acima neste artigo, são efetivas no tratamento dos transtornos psíquicos. Hoje, há pessoas que defendam que a Psicologia virou algo mais voltado para a opinião pública do que para uma área de pesquisa.

### Terapias "alternativas" não psicológicas
Um dos maiores problemas relacionados à distância que separa a teoria científica da psicologia e sua prática terapêutica é a multiplicação indiscriminada do número de "terapias alternativas" que se vê atualmente, muitas das quais baseadas em princípios de origem duvidosa e não pesquisados. Muitos autores já haviam apontado o grande crescimento no número de tratamentos e terapias realizados sem treinamento adequado e sem uma avaliação científica séria. Lilienfeld (2002) constata com preocupação que "uma grande variedade de métodos psicoterapêuticos de funcionamento duvidoso e por vezes mesmo danosos — incluindo "comunicação facilitada" para o autismo infantil, técnicas sugestivas para recuperação da memória, (ex. regressão etária hipnótica, trabalhos com a imaginação), terapias energéticas e terapias new-age de todos os tipos possíveis (ex. rebirthing, reparenting, regressão de vidas passadas, terapia do grito original, programação neurolinguística, terapia por abdução alienígena) surgiram ou mantiveram sua popularidade nas últimas décadas". Allen Neuringer (1984) fez críticas semelhantes partindo da análise experimental do comportamento.